# Zdravko Zdravkov
Zdravko Zdravkov (på bulgarsk: Здравко Здравков) (født 4. oktober 1970 i Sofia, Bulgarien) er en tidligere bulgarsk fodboldspiller, der spillede som målmand. Han repræsenterede på klubplan adskillige hjemlige og udenlandske klubber, blandt andet Levski Sofia, Slavia Sofia, Litex Lovetj og İstanbulspor.
For Bulgariens landshold nåede Zdravkov at spille hele 70 kampe. Han var en del af holdet ved både EM i 1996, VM i 1998 og EM i 2004.